# Francisco Mateos Gago
Francisco Mateos Gago y Fernández (15 juin 1827 - 29 octobre 1890) était un prêtre catholique espagnol et un intellectuel intégriste qui a exercé les fonctions de professeur titulaire de théologie à l'Université de Séville et de doyen de la même faculté.

## Biographie
Il fut étudiant en théologie sacrée à l'Université de Séville, qui plus tard lui conféra les grades universitaires, à l'exception de celui de docteur, qu'il obtint au Séminaire central de Grenade, et qu'il valida ensuite à l'Université centrale de Madrid.
Pendant de nombreuses années, il se consacra à l'enseignement au Séminaire conciliaire de Saint Isidore et Saint François Xavier de Séville, occupant plusieurs chaires, l'une d'entre elles lui servant de titre pour son ordination sacerdotale. Il fut également professeur, bien que pour une courte période, au Séminaire de Cadix.
Il a fait partie du corps professoral de l'Université de Séville, d'abord dans l'enseignement de la Théologie Sacrée, dont il a obtenu la chaire par concours, puis dans la chaire de Langue Hébraïque, qu'il a occupée à la suite de la suppression de l'enseignement théologique dans les universités, parvenant à devenir doyen de la faculté de Philosophie et Lettres.

Son avis de décès dans le Bulletin officiel de l'Archidiocèse de Séville le louait comme l'un des citoyens les plus aimés de la municipalité, soulignant sa réputation de théologien et louant son engagement dans les œuvres de charité catholiques, affirmant que :
Son zèle apostolique l'a conduit mille fois auprès des pauvres et des malades pour les réconforter, comme ce fut particulièrement le cas en 1854 et 1865, lorsque le choléra décimait les habitants de notre ville bien-aimée. En ces jours très sombres, M. Gago a offert son aide personnelle au curé de Santa Cruz pour assister les victimes du choléra, et il a si consciencieusement tenu sa promesse que des personnes bien informées nous assurent que pendant de nombreuses nuits consécutives, il n'a pas pris de repos, restant comme un vigile vigilant au pied de la fenêtre de sa chambre, ayant à portée de main la boîte contenant les Saintes Huiles pour répondre rapidement au premier appel.
Selon le bulletin susmentionné, pendant le Sexenio Revolucionario, le Père Gago s'est distingué par sa campagne contre la propagande protestante à Séville, par laquelle il aurait réussi à chasser les propagandistes de la ville. Pendant cette même période, il a mené une autre campagne en faveur des monuments religieux de Séville, écrivant au ministre du Développement, Ruiz Zorrilla, à la suite de son décret de confiscation, au président de l'Académie de San Fernando, lui envoyant la démission d'un membre de la commission des Monuments historiques, ainsi que de nombreux autres articles et lettres en défense des intérêts religieux et artistiques de Séville.

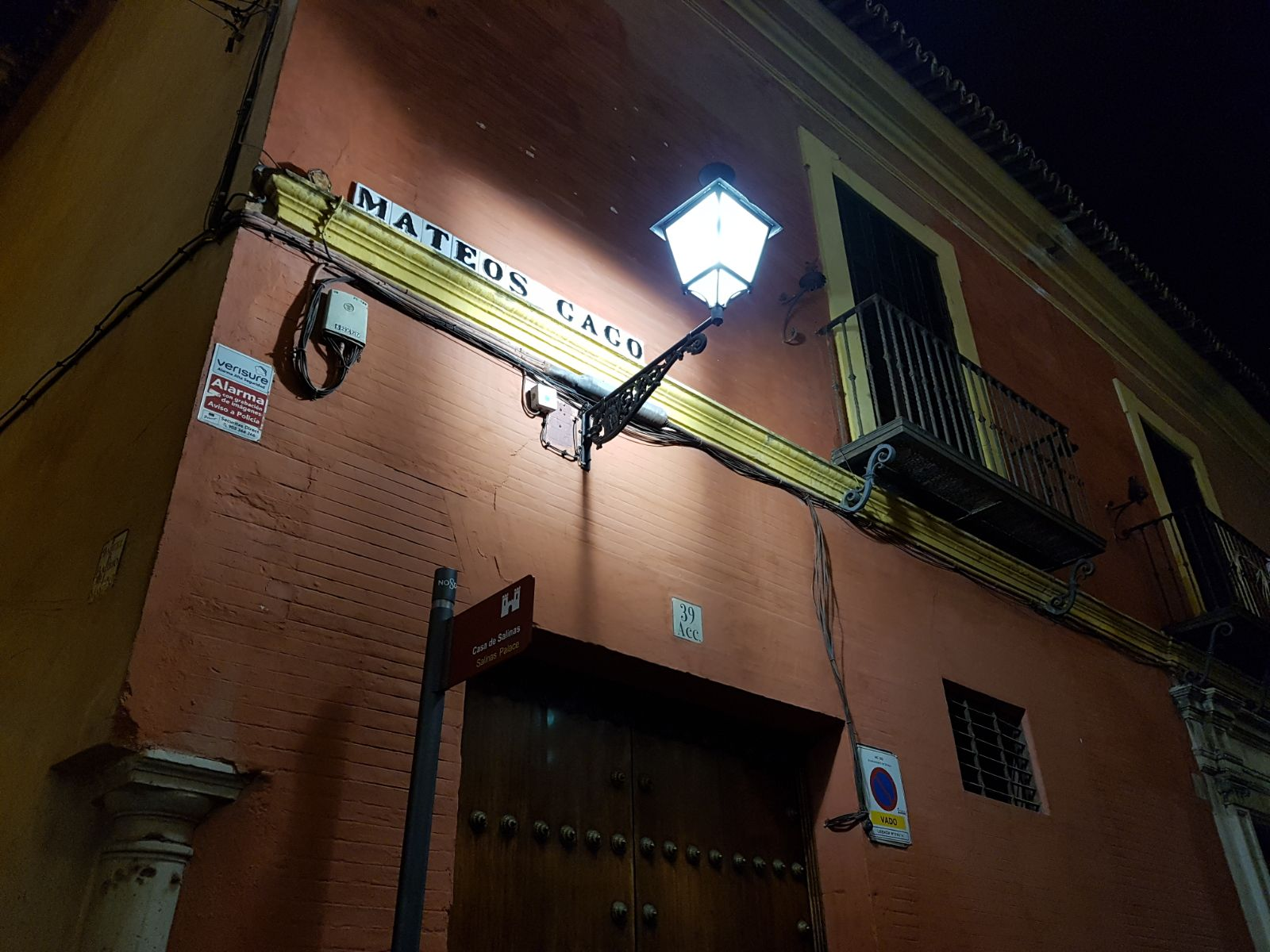
Rue Mateos Gago (Séville).

Il a participé au Concile Vatican I en tant que théologien conseiller du vicaire apostolique de Gibraltar. Il a été honoré du titre de Juge Prosynodal par le cardinal González, alors archevêque de Séville, et a également reçu d'autres distinctions honorifiques ainsi que des commissions délicates confiées aussi bien par les prélats de Séville que par ceux d'autres diocèses. Il a refusé des décorations civiles telles que la croix de deuxième classe de l'Ordre de la Bienfaisance pour ses œuvres caritatives.
Publiciste et polémiste catholique, il fut le promoteur et l'un des rédacteurs les plus assidus du journal carliste El Oriente (1869-1873) et dirigea la Revue Archéologique Sévillane. Il collabora également à des hebdomadaires tels que La verdad católica ou La semana católica, ainsi qu'au journal traditionaliste madrilène El Siglo Futuro. Militant carliste, il se sépara de cette cause en 1888 pour rejoindre le parti intégriste de Ramón Nocedal. Il rassembla ses principaux écrits en tant que théologien, apologète catholique et polémiste dans une œuvre en plusieurs tomes intitulée Colección de opúsculos.
Il se distingua par son opposition farouche au darwinisme, défendu à l'université même par le professeur Antonio Machado y Núñez (1815-1896). Prêtre et chanoine de la cathédrale de Séville, il fut également le fondateur de l'Académie Sévillane d'Études Archéologiques.
Ses restes reposent dans le Panthéon des Illustres Sévillans. En 1893, une rue du centre de Séville fut baptisée du nom de "Mateos Gago" en son honneur. À Grazalema (Cadix), sa ville natale, l'une des principales rues porte également son nom.

## Œuvres
- Carta a Don Federico Rubio con motivo de su discurso en las Cortes de febrero de 1869 (Séville, 1869)
- Colección de opúsculos. Tomo I (Séville, 1869).
- ———. Tomo II (Séville, 1877).
- ———. Tomo III (Séville, 1877).
- ———. Tomo IV (Séville, 1879).
- ———. Tomo V (Séville, 1881).
- ———. Tomo VI (Séville, 1884).
- ———. Tomo VII (Séville, 1887).
- La iglesia de San Miguel de Jerez de la Frontera. Contestación a una carta de Don Modesto de Castro (Jerez, 1873)
- Juana la Papisa. Contestación a un articulista papisero de Santander (Séville, 1878)
- El análisis filosófico de la escritura y lengua hebreas (Séville, 1882)
- Catálogo abreviado de la colección de monedas y medallas, etc. (Séville, 1892)
- Sobre los errores históricos del Señor Don Emilio Castelar (Madrid, 1899)